# Amédée Carriat
Amédée Carriat, né le 30 mars 1922 au Grand-Bourg dans la Creuse et mort le 11 janvier 2004 à Paris, est un enseignant, érudit et historien littéraire de la Creuse et du Limousin. Il est également l'auteur de poésies occitanes.

## Biographie
Élève à l'École normale de Guéret (1939), il passe trois ans en Allemagne au titre du STO, de 1943 à 1945. À son retour, il est nommé instituteur dans la Creuse, puis à Paris, où il devient professeur de collège.
À partir de 1946, il écrit régulièrement des chroniques littéraires dans divers journaux ou revues limousines ou creusoises. Il publie en 1947 Chamins de mon còr qui le fait connaître comme poète occitan dans la lignée de Paul-Louis Grenier. Cette succession d'articles va l'amener à constituer son Dictionnaire bio-bibliographique des auteurs du pays creusois, œuvre monumentale, qui sera publiée par fascicules de 1964 à 1976.
Parallèlement, Amédée Carriat se consacre à l'association des Amis de Tristan L'Hermite, qu'il a contribué à créer, afin de réhabiliter l'œuvre de ce poète et dramaturge considéré comme « un précurseur de Racine ».
Amédée Carriat a présidé la Société des sciences naturelles et archéologiques de la Creuse. Il a été longtemps la cheville ouvrière de l'édition des Mémoires de cette société, dans lesquels il a publié de nombreux articles ainsi que des notes bibliographiques.
Anonymement, il réalise chaque année, depuis le début des années 1980 jusqu'à son décès, l'Almanach pittoresque et historique de la Creuse, « contenant un grand nombre de renseignements sérieux et d'autres qui le sont moins », l'agrémentant parfois de spirituels dialogues sous forme d'échange de correspondances sur l'actualité entre deux amis (Entretiens d'Arsule et d'Ugène, sur la pluie, le beau temps, la Creuse et les Creusois) . Il menait d'ailleurs une véritable croisade pour que l'on cesse de dire ou d'écrire "en Creuse", et qu'on lui substitue "dans la Creuse", plus conforme au bon usage.

## Œuvres
- Dictionnaire bio-bibliographique des auteurs du pays creusois, Guéret, Lecante. Cette œuvre a fait l'objet d'une publication en un seul volume en 1991.
- Bibliographie exhaustive des articles et ouvrages d'Amédée Carriat a été établie par F. Gravier en janvier 2004
- 1955 : A. Carriat publie chez l’éditeur René Rougerie (Mortemart) l’étude fondatrice : "Tristan ou l’éloge d’un poète", aussitôt suivie d’une Bibliographie des Œuvres de Tristan L’Hermite.
- 1960 : chez le même éditeur, "Tristan L’Hermite". Choix de pages, présentées et annotées. [une anthologie abondante – plus de 250 p. – englobant toute l’œuvre de Tristan : poésie, théâtre, prose].
- 1979-2003 : A. Carriat en tant que fondateur et secrétaire de la Société des Amis de Tristan L’Hermite assure la publication annuelle des Cahiers Tristan L’Hermite.
- 1999 – 2002 : publication des Œuvres complètes de Tristan L'Hermite en 5 volumes chez Champion. La société des Amis de Tristan s’est investie complètement, et notamment A. Carriat, auteur de deux contributions importantes : « La fortune de Tristan », t. I, p. 39-50, et édition des « Vers épars », t. III, p. 585-691.

## Pour approfondir